# RBM28
RBM28‏ (RNA binding motif protein 28) هوَ بروتين يُشَفر بواسطة جين RBM28 في الإنسان.